# Seyni N'Diaye
Pour les articles homonymes, voir N'Diaye.
Seyni N'Diaye né le 6 septembre 1973 à Dakar au Sénégal, est un footballeur sénégalais.

## Biographie
À la recherche d'un attaquant, le SM Caen le recrute en 1999 en provenance du club Suisse de Neuchâtel Xamax. Qualifié à son arrivée d'« oiseau rare » par Pascal Théault[réf. nécessaire], il était bien connu de l'entraîneur adjoint de l'époque, Christophe Desbouillons, qui l'avait entraîné à Viry-Châtillon. Titulaire pendant un an et demi, en D2, il ne marque que quatre buts et suscite une certaine déception. 
Malgré un essai réussi à Gillingham, le club ne peut payer le montant de transfert et il s'engage lors du mercato hivernal 2001 à Tranmere Rovers. Ironiquement, c'est face à Gillingham qu'il fait ses débuts en League One (D3). Lors de sa 5e apparition, il donne la victoire de son équipe face à Birmingham City d'une tête puissante et il devient l'un des chouchous du public. En fin de saison, le club descend en League Two et Seyni reste malgré des rumeurs de départ. En début de saison 2001-02, il récolte 2 cartons rouges et marque 2 fois en 14 rencontres, mais les problèmes de disciplines se multiplient (rumeurs de blessures fantômes, des guérisseurs mystiques et des voyages constants en France). Ne voulant plus jouer pour le club, il demande en octobre 2001, à son entraîneur (Dave Watson), de ne plus le sélectionner et de le transférer.
Il est alors prêté à Dunfermline de février à avril 2002, où il joue 9 matchs et marque 1 but.
Au chômage durant la saison 2002-2003, il s'exile à Chypre, où il s'engage à l'AEL Limassol. Auteur de 6 buts en 23 matchs, il est un artisan de la bonne saison du club (4e). Il finit même 3e meilleur buteur du club (derrière Georghios Constanti et Petros Filaniotis) et finaliste de la Coupe de Chypre (défaite 1-2 contre AEK Larnaca).
En 2004, son contrat n'est pas reconduit et il s'engage pour AO Kerkyra, promu en D1 grecque. Il marque 2 buts en 22 matchs mais déçoit les fans qui attendaient beaucoup de lui. L'année suivante il revient à Chypre où il joue à l'Omonia Nicosie, au Nea Salamina et revient en 2007 à l'AEL Limassol.
En fin de contrat à Chypre, il revient en France. Mis à l'essai par le club de Sainte-Geneviève Sports pendant l'été 2008, il semble qu'il n'ait finalement pas intégré l'effectif parisien.

## Carrière
- Formé au Entente Sportive Viry-Châtillon ( France) puis Paris SG ( France)
- 1998-1999 : Neuchâtel Xamax ( Suisse)
- 1999-jan 2001 : SM Caen ( France)
- jan 2001-2002 : Tranmere Rovers ( Angleterre)
- fév à avril 2002 : Dunfermline (prêt) ( Écosse)
- 2002-2003 : sans club
- 2003-2004 : AEL Limassol ( Chypre)
- 2004-2005 : AO Kerkyra ( Grèce)
- 2005-2006 : Omonia Nicosie ( Chypre)
- 2006-2007 : Nea Salamina ( Chypre)
- 2007-2008 : AEL Limassol ( Chypre)